# Rechtwinkeltechnik

Zahnachse, Filmachse und Zentralstrahl bei der Rechtwinkeltechnik

Die Rechtwinkeltechnik (auch: Rechtwinkelprojektion) ist eine zahnärztliche Röntgentechnik (nach W. Hielscher, 1955 und Pasler, 1981 modifiziert).
Der Röntgenfilm (meist 2 × 3 cm oder 3 × 4 cm) ist dabei über einen Halter mit dem Tubus der Röntgenröhre starr verbunden. Dadurch steht der Zentralstrahl (in der Zeichnung grün gestrichelt) stets senkrecht auf der Filmachse (in der Zeichnung blau). Der Halter wird dabei so ausgerichtet, dass die Filmachse auch parallel zur Zahnachse ausgerichtet ist.
Idealerweise sollten also Paralleltechnik und Rechtwinkeltechnik identische Aufnahmen erzeugen, da in beiden Techniken angestrebt wird, dass Film- und Zahnebene parallel liegen und der Zentralstrahl auf beiden Ebenen senkrecht steht.
Vorteile: Die Beziehung Zentralstrahl-Bildebene ist auf der Basis der Rechtwinkelprojektion stets gesichert. Es muss bei der Einstellung nur noch die Objekt-Bild-empfänger-Beziehung hergestellt werden. Der Haltestab dient als Zielvorrichtung und sichert auch gleichzeitig die Fokus-Bildempfänger-Distanz.
Nachteile: Der starre, mit dem Gerät verbundene Haltestab erschwert die Handhabung. Bei unpräziser Arbeit ist auch hier noch eine zu steile oder zu flache Einstellung möglich.

## Indikationen
- Parodontaldiagnostik
- Kariesdiagnostik
- Apikale Veränderungen
- Extraktionsdiagniostik